# Кенет Ноланд
Кенет Ноланд (енгл. Kenneth Noland; Ешвил, 10. април 1924 — Порт Клајд, 5. јануар 2010) био је амерички сликар. По свом ликовном изразу припадао школи апстрактног експресионизма. Као један од првих сликара који је користио технику бојења платна разређеним бојама и технику  распоређивања боја у концентричним прстеновима и паралелама, обликованим и пропорционалним у односу на облик платна, сврстава се међу најпознатије америчких сликаре у техници поља боја. Ноланд се сматра и једним од оснивача покрета Вашингтонска школка боја. 
У знак признања за његово свеукупно стваралаштво 1977. године његова дела приказивана су на великим ретроспективним изложбама одржаним у Музеју Соломона Р. Гугенхајма у Њујорку, затим Хиршхорн музеју и Башти скулптура у Вашингтону и Музеју уметности Толедо у Охају 1978. Године 2006. Ноландове слике са пругама излагане су и галерији Тејту у Лондону.

## Живот и каријера
Рођен је у  Ешвилу (Северна Каролина) 1924. године, као син Харија Касвела Ноланда (1896–1975), патолога, и његове супруге Беси (1897–1980), Кенет Клифтон Ноланд рођен је у Ешвилу, Северна Каролина. Имао је четворо браће и сестара: Дејвида, Била, Нила и Харија млађег.
Након завршетка средње школе  пријавио се у америчко ратно ваздухопловство 1942. године у периоду када су свету водио Други светски рат.  Као ветеран Другог светског рата, Ноланд је студира  уметност на експерименталном колеџу Black Mountain College у својој матичној држави Северна Каролина. На Black Mountain College-у, где су два његова брата такође студирала уметност, Ноланд је учио код Иље Болотовског, професора који га је упознао са неопластицизмом и делом Пита Мондријана. Ноланд је тамо такође проучавао Баухаус теорију и боју под Јозефом Алберсом и заинтересовао се за Пола Клеа—посебно за Клееову осетљивост на боју.
Ноланд поред тога што је похађао Black Mountain College у Северној Каролини, паралено је студирао и код француског вајара Осипа Задкина у Паризу (од 1948. до 1949.). У паризу је имао и своју прву самосталну изложбу 1949. године.
Он и Морис Луис, под утицајем дела Хелене Франкенталер (1928—2011), заједно су радили у техници бојења разређеним бојама, заснованој на примени чистих, засићених боја као саставног дела сликарског платна. При томе Ноланд је примењујући ову технику изградио сопствени карактеристични стил касних 1950-их.
Ноланд је радио као  предавач на Институту за савремену уметност (1950–52) и на Католичком универзитету (1951–60)  у Вашингтону, и на Бенингтон колеџу (1968) у Вермонту.

## Приватни живот
Ноланд, је током живота био ожењен, или у вези са више жена, као што су:
- Корнелију Лангер, ћерка републиканског америчког сенатора из Северне Дакоте, Вилијама Лангера. Пар се венчао 1950. и касније се развео. Имали су троје деце: ћерку Кејди и Линдон и сина Вилијама.[4]

- Стефанија Гордон, психолог, која је живела је са Ноландом од новембра 1964. до јуна 1970. Венчали су се у априлу 1967. а развели у јуну 1970. године.[5]

- Пеги Л. Шифер, историчарка уметности и ћерка др Мортона А. Шифера. У брак су ступили око 1970. године, и имали су једног сина, Семјуела Џесија.[6][7][8][9]  Ноланд је био њен пети муж.

- Са уметницом и социјалистом Мери Пинчот Мајер, Ноланд је имао аферу 1960-их.[10]

Преминуо је од рака бубрега у својој кући у Порт Клајду, у држави Мејн, 5. јануара 2010. у 85. години живота.

## Дело
Мотив на делима Ноланда била је блистава мета направљена од прстенова чисте боје нанетих директно на сирово платно, при чему је то платно доприносило дивном осећају простора за дисање између сваке траке боја. Снага боја, њихова често нескладна интеракција и ритмови који се шире и скупљају у виду трака боје на сировом платну, понекад делују запањујуће директно и живахно. 
Ноландов рад су посебно ценили и заговарали Клемент Гринберг и други формалистички критичари уметности, али су му се на почетку веома дивили и критичари ширег круга, укључујући Доналда Џада.
Током 1960-их, сликарство у пољу боја борило се за доминацију са поп артом и минимализмом, и на крају је изгубило такмичење у интересовању,  критичкој позицији и тржишном уделу. Можда на његову штету,  Ноланд је наставио да буде  упорно одан својим формалистичким принципима и савијао  своје траке боја у смеле шеврон аранжмане, деликатније паралелне и кариране линије, док је такође експериментисао и са обликованим платнима. Понекад је постигао лагани сјај који је имао нешто и од рококоа.  У свом потпуном ослањању на боју, скалу и композицију, господин Ноланд је можда најдуже користио чувену изреку Френка Стеле „оно што видиш је оно што видиш“.
Његова дела су излагана на међународном нивоу, а сталне колекције његових слика смештене су у Музеју модерне уметности у Њујорку, Тејту у Лондону и у једном од највећих музеја уметности у Швајцарској Кунстхаус у Цириху.